# Ostatnia misja USS Iowa
Ostatnia misja USS Iowa (ang. American Warships) – amerykański film science fiction z 2012 roku oparty na scenariuszu i reżyserii Thundera Levina. Wyprodukowany przez The Asylum.

## Fabuła
Ziemię atakują tajemnicze obiekty kosmiczne. Przyszłość ludzi jest poważnie zagrożona, kosmici próbują sprowokować wybuch wojny nuklearnej USA z ChRL. Statek kosmitów niszczy wszystkie samoloty i okręty wyposażone w elektroniczne systemy sterowania. Tylko załoga USS „Iowa”, ostatniego amerykańskiego pancernika dowodzonego przez kapitana Winstona (Mario Van Peebles), może zapobiec globalnej katastrofie.

## Obsada
- Mario Van Peebles jako kapitan Winston
- Carl Weathers jako generał McKraken
- Johanna Watts jako porucznik Caroline Bradley
- Nikki McCauley jako doktor Julia Flynn
- Devin McGhee jako porucznik komandor Juarez
- Mandela Van Peebles jako Dunbar, obserwator
- Josh Cohen jako Clancy, oficer broni
- David Polinsky jako admirał Hollis

i inni.